# NGC 2554
NGC 2554 ist eine Linsenförmige Galaxie vom Hubble-Typ S0/a im Sternbild Krebs auf der Ekliptik. Sie ist schätzungsweise 183 Millionen Lichtjahre von der Milchstraße entfernt und hat einen Durchmesser von etwa 170.000 Lichtjahren. 

Gemeinsam mit IC 2248, IC 2269, PGC 23169, PGC 23193 und PGC 23420 bildet sie die NGC 2554-Gruppe.
Die Typ-Ia-Supernova SN 2013gq wurde hier beobachtet.
Das Objekt wurde am 28. Februar 1785 von Wilhelm Herschel entdeckt.

## NGC 2554-Gruppe (LGG 157)
| Galaxie   | Alternativname | Entfernung/Mio. Lj |
| --------- | -------------- | ------------------ |
| PGC 23169 | UGC 4299       | 188                |
| NGC 2554  | PGC 23256      | 183                |
| IC 2248   | PGC 23176      | 182                |
| IC 2269   | PGC 23278      | 174                |
| PGC 23193 | UGC 4299       | 183                |
| PGC 23420 | MCG +4-20-34   | 182                |